# Diego Reynoso
Diego Alejandro Reynoso (Paraná, Provincia de Entre Ríos, Argentina, 1 de noviembre de 1981) es un exfutbolista argentino. Jugaba como marcador central y su primer equipo fue Colón de Santa Fe. Su último club fue Atlético Paraná del Torneo Federal A.

## Trayectoria
Tras ser parte de las inferiores de Patronato y jugar en la Primera liguista, el futbolista pasó por las formativas de Independiente, para posteriormente llegar al equipo santafesino.
Hizo las inferiores en el Colón de Santa Fe, hasta que llegó a debutar en Primera División con Atlético Rafaela en el año 2005. Luego en el 2008 fue comprado por un año por  Atlético Tucumán. En el 2009 fue transferido a Olimpo de Bahía Blanca donde jugó 2 años en dicha institución. En el 2011 pasó a Club Atlético Sarmiento (Resistencia) del Torneo Argentino B de su país, donde jugó un año en dicho club y En el 2012, a pesar de su edad actual, jugará por primera vez en el exterior, haciéndolo en el Everton de la Primera B de Chile,En 2013 llega a Cobreloa de la primera división de Chile, donde se mantiene hasta fin de año. Tiene una filial en Paraná llamada "La Filial del Mudy"

## Clubes
| Club                         | País      | Año       | PJ | G |
| ---------------------------- | --------- | --------- | -- | - |
| Colón de Santa Fe            | Argentina | 2003-2005 | 14 | 0 |
| Atlético Rafaela             | Argentina | 2005-2006 | 31 | 1 |
| Colón de Santa Fe            | Argentina | 2006-2008 | 33 | 1 |
| Atlético Tucumán             | Argentina | 2008-2009 | 24 | 0 |
| Olimpo de Bahía Blanca       | Argentina | 2009-2011 | 18 | 0 |
| Sarmiento de Resistencia     | Argentina | 2011      | 16 | 1 |
| Everton                      | Chile     | 2012      | 24 | 0 |
| Cobreloa                     | Chile     | 2013-2014 | 35 | 0 |
| C.A.I. de Comodoro Rivadavia | Argentina | 2014      | 17 | 0 |
| Atlético Paraná              | Argentina | 2015-2018 | 64 | 2 |